# 1830 في المملكة المتحدة
فيما يلي قوائم الأحداث التي وقعت خلال عام 1830 في المملكة المتحدة.

## سياسة

### تعيين في المنصب
- 22 نوفمبر – تشارلز غراي زعيم مجلس اللوردات [الإنجليزية]‏، رئيس وزراء المملكة المتحدة.
- 22 نوفمبر – وليام لامب وزير الدولة للشؤون الداخلية [الإنجليزية]‏.

### انتهاء فترة المنصب
- 16 نوفمبر – آرثر ويلزلي رئيس وزراء المملكة المتحدة.
- 22 نوفمبر – روبرت بيل وزير الدولة للشؤون الداخلية [الإنجليزية]‏.

## مواليد

### يناير
- 3 يناير – دروري دروري-لو عسكري من المملكة المتحدة.

### فبراير
- 3 فبراير – روبرت سيسل سياسي بريطاني.
- 6 فبراير – دانيال أوليفر عالم نبات بريطاني.

### أبريل
- 9 أبريل – إدوارد مويبريدج

### يوليو
- 20 يوليو – كليمنتس ماركهام مستكشف بريطاني.

### أكتوبر
- 7 أكتوبر – هربرت كولريدج

### نوفمبر
- 14 نوفمبر – بيتر ماكوان عالم نبات بريطاني.

### ديسمبر
- 3 ديسمبر – فريدريك لايتن
- 5 ديسمبر – كريستينا روسيتي شاعرة إنجليزية.

## وفيات

### يناير
- 7 يناير – توماس لورنس (مواليد 1769) رسام من المملكة المتحدة.

### مارس
- 29 مارس – جيمس رينيل (مواليد 1742) مؤرخ من المملكة المتحدة.

### أبريل
- 17 أبريل – ألكسندر سميث (مواليد 1765) سياسي أمريكي.

### يونيو
- 26 يونيو – جورج الرابع ملك المملكة المتحدة (مواليد 1762)

### سبتمبر
- 18 سبتمبر – وليم هازلت (مواليد 1778) كاتب إنجليزي.